# Pamiętaj
Pamiętaj – drugi album zespołu Negatyw, wydany wiosną 2004 roku. Utrzymany jest w podobnym stylu od poprzedniego wydawnictwa, Paczatarez, jest jednak stworzony przez producentów spoza zespołu i bardziej różnorodny. Zawiera 12 piosenek. Styl to rock alternatywny i rock and roll. Single z tej płyty to: Mam to co chciałem, Tłustosz i O pewnej dziewczynie.

## Spis utworów
1. Księżycowa podróż
2. Zawsze
3. Mam to co chciałem
4. Tłustosz
5. O pewnej dziewczynie
6. Dlaczego źle mi życzysz?
7. 14 i pół minuty
8. Pamiętaj
9. Mechaniczny
10. Evol
11. Ty też
12. Rak mózgu

## Skład
- Gitara – Afgan Gąsior, Darek Kowolik, Mietall Waluś
- Bas – Błażej Nowicki
- Keyboard – Michał Marecki, Darek Kowolik
- Perkusja – Rafał Pożoga, Darek Kowolik
- Akordeon – Bartłomiej Krauz
- Wokal – Mietall Waluś
- Chórki – Darek Kowolik
- Muzyka – Darek Kowolik, Mietall Waluś
- Słowa – Mietall Waluś
- Producent – Leszek Biolik, Leszek Kamiński
- programowanie – Andrzej Rajski, Darek Kowolik
- nagrywanie, miksowanie, mastering – Leszek Kamiński

## Sprzedaż
| Oficjalna Lista Sprzedaży OLIS |    |    |
|                                | 01 | 02 |
| Pozycja                        | 15 | 32 |